# Ralf Dujmovits
Ralf Dujmovits (* 5. prosince 1961) je německý horolezec. Jako 19. člověk a první Němec dokázal vystoupit na všech 14 osmitisícovek. Umělý kyslík použil jen na Mount Everestu. Dujmovits se narodil roku 1961 v městečku Bühl v Bádensku-Württembersku. V roce 1981 úspěšně složil maturitu a rok cestoval po USA. Poté vystudoval lékařství na univerzitě v Heidelbergu. Po dokončení vzdělání v roce 1987 se stal profesionálním horským vůdcem a začal podnikat výpravy do Himálaje. Jeho první osmitisícovkou byla v roce 1990 Dhaulágirí. O dva roky později stanul na nejvyšší hoře světa Mount Everestu. Druhý pokus o výstup na Mount Everest musel roku 1996 vzdát kvůli nebezpečí lavin. Na druhou nejvyšší horu K2 vylezl roku 1994. Při expedici na Nanga Parbat roku 2001 dokázal vystoupat na vrchol spolu se svými jedenácti zákazníky, které vedl jako horský vůdce. V roce 2004 dokázal zdolat dvě osmitisícovky během dvou měsíců, jednu navíc alpským stylem. Poslední chybějící vrchol Lhoce zdolal roku 2009. Během svých výstupů spolupracoval i s televizními stanicemi. Například z výstupu na Eiger v roce 1999 prováděl živé vstupy. V současnosti působí jako majitel horolezecké agentury a horský vůdce. Dujmovits má dvě děti. Jeho manželkou je rakouská horolezkyně Gerlinde Kaltenbrunner, která již rovněž dosáhla 14 osmitisícových vrcholů.

## Úspěšné výstupy na osmitisícovky
- 1990 Dhaulágirí (8 167 m n. m.)
- 1992 Mount Everest (8 848 m n. m.)
- 1994 K2 (8 611 m n. m.)
- 1995 Čo Oju (8 201 m n. m.)
- 1996 Šiša Pangma - prostřední vrchol (8 008 m n. m.)
- 1997 Šiša Pangma (8 013 m n. m.)
- 1998 Čo Oju (8 201 m n. m.)
- 1999 Broad Peak (8 047 m n. m.)
- 2000 Gašerbrum II (8 035 m n. m.)
- 2001 Nanga Parbat (8 125 m n. m.)
- 2004 Annapurna (8 091 m n. m.)
- 2004 Gašerbrum I (8 068 m n. m.)
- 2005 Šiša Pangma (8 013 m n. m.)
- 2006 Kančendženga (8 586 m n. m.)
- 2007 Manáslu (8 163 m n. m.)
- 2007 Broad Peak (8 047 m n. m.)
- 2008 Makalu (8 465 m n. m.)
- 2009 Lhoce (8 516 m n. m.)

## Další úspěšné výstupy
- 1993 Baruntse (7 168 m n. m.)
- 1995 Ama Dablam (6 812 m n. m.)
- 1996 Nuptse (7 864 m n. m.)
- 1997 Ama Dablam (6 812 m n. m.)